# Арандина
«Арандина» (исп. Arandina CF) — испанский футбольный клуб из города Аранда-де-Дуэро, в провинции Бургос в автономном сообществе Кастилия-Леон. Клуб основан в 1987 году, домашние матчи проводит на стадионе «Эль-Монтесильо», вмещающем 6 000 зрителей. Большую часть времени с момента своего основания «Арандина» провела в Терсере, в сезоне 2010/11 клуб успешно выступил в «Терсере», и получил право в сезоне 2011/12 дебютировать в Сегунде B.

## Сезоны по дивизионам
- Сегунда B — 3 сезона
- Терсера — 28 сезона
- Региональная лига — 4 сезона

## Достижения
- Терсера
  - Победитель: 2014/15

## Известные игроки
- Оскиц

## Известные тренеры
- Мигель Анхель Португал